# Conus consors
Espèce
Statut de conservation UICN

 LC  : Préoccupation mineure
Conus consors est une espèce de mollusques gastéropodes marins de la famille des Conidae.
Comme toutes les espèces du genre Conus, ces escargots sont prédateurs et venimeux. Ils sont capables de « piquer » les humains et doivent donc être manipulés avec précaution, voire pas du tout.

## Description
La taille d'une coquille adulte varie entre 33 mm et 118 mm. La spire déprimée est conique, avec un canal peu profond et des stries tournantes, parfois tessellées de marron. Le verticille est plutôt étroit, quelque peu convexe, rainuré vers la base, quelque peu arrondi, plutôt mince. La couleur de la coquille est blanche, jaunâtre et brun-orange, diversement trouble et indistinctement bandée. L'ouverture est blanche.

## Distribution
Cette espèce marine est présente dans la région du Pacifique indo-occidental jusqu'aux Îles Marshall, en Mélanésie et au large du Queensland, en Australie.

### Niveau de risque d’extinction de l’espèce
Selon l'analyse de l'UICN réalisée en 2011 pour la définition du niveau de risque d'extinction, cette espèce est présente dans tout l'Indo-Pacifique, de la côte est de l'Afrique aux îles Marshall et à la Nouvelle-Calédonie. Cette espèce est très répandue dans l'Indo-Pacifique et peut être localement abondante. Il n'y a pas de menaces majeures connues, elle est donc classée comme étant de préoccupation mineure.

## Taxonomie

### Publication originale
L'espèce Conus consors a été décrite pour la première fois en 1833 par le naturaliste, illustrateur et conchyliologiste britannique George Brettingham Sowerby I (1788-1854) dans la publication intitulée « The conchological illustrations or, Coloured figures of all the hitherto unfigured recent shells »,.

### Synonymes
- Conus (Pionoconus) consors G. B. Sowerby I, 1833 · appellation alternative
- Conus anceps A. Adams, 1854 · non accepté
- Conus innexus A. Adams, 1854 · non accepté
- Conus poehlianus G. B. Sowerby III, 1887 · non accepté
- Conus turschi da Motta, 1985 · non accepté
- Pionoconus consors (G. B. Sowerby I, 1833) · non accepté

## Identifiants taxonomiques
Chaque taxon catalogué par les bases de données biologiques et taxonomiques possède un identifiant qui permet d'établir un point de référence. Les identifiants de Conus consors dans les principales bases sont les suivants :
AFD : Conus_(Pionoconus)_consors - BOLD : 126953 - CoL : 5ZXND - GBIF : 5795883 - iNaturalist : 431921 - IRMNG : 10529947 - NCBI : 536688 - TAXREF : 91982 - UICN : 192847 - WoRMS : 426462 - ZOBODAT : 120316